# 전국무쌍 (비디오 게임)
《전국무쌍》(일본어: 戦国無双 센고쿠무소[*], Samurai Warriors)은 일본의 게임 회사 코에이가 발매한 3D 액션 게임이다. 중국 삼국 시대가 배경인 〈진·삼국무쌍〉 시리즈를 만들고 있던 코에이가 일본의 역사를 배경으로 한 게임을 만들기 위하여 일본 센고쿠 시대(전국 시대)를 무대로 삼아 만든 게임이다. 〈진·삼국무쌍〉과 포맷은 비슷하지만 이 게임의 다른 독자적 설정 또한 있다. 시리즈 주인공은 사나다 유키무라이다.
덧붙여서 영어권에서 진·삼국무쌍을 '다이내스티 워리어스(Dynasty Warriors)'라고 부르는 것에 따라 일본의 역사를 배경으로 한 전국무쌍은 '사무라이 워리어스(Samurai Warriors)'라고 부른다.

## 역사
일본에서 2004년 2월 11일 플레이스테이션 2용 〈전국무쌍〉이 발매한 후로 같은 해 9월 16일에 확장팩격인 〈전국무쌍 맹장전〉이 발매되고 2006년 2월 24일에 〈전국무쌍 2〉이 출시되고 11월 16일에는 〈전국무쌍 2 Empires〉, 2007년 8월 23일에는 〈전국무쌍 2 맹장전〉이 출시되었다. 2009년 12월 3일에는〈전국무쌍 3〉를 Wii 기종으로 출시하였다. 2011년 2월 10일에는 〈전국무쌍 3〉의 완전판격인〈전국무쌍 3 Z〉를 플레이스테이션 3 기종으로, 확장팩격인 〈전국무쌍 3 맹장전〉을 Wii 기종으로 동시발매할 것이라고 한다.
2014년 3월 21일에 TV 도쿄 계열 방송국에서〈전국무쌍 SP: 사나다의 장〉이란 타이틀로 스폐셜 TV 애니메이션화로 방영되었으며, 2015년 1월 11일부터 정식 TV 애니메이션화로 방영될 예정이다.

## 시리즈 목록
- 전국무쌍 - 2004년 6월 1일
- 전국무쌍2 - 2006년 6월 8일
  - 전국무쌍2 Empires - 2006년 12월 14일
  - 전국무쌍2 맹장전 - 2007년 8월 23일
  - 전국무쌍2 with 맹장전 - 2008년 3월 19일
- 전국무쌍3 - 2009년 12월 3일
  - 전국무쌍3 맹장전 - 2011년 2월 10일
  - 전국무쌍3 Z - 2011년 2월 10일
  - 전국무쌍3 Empires - 2011년 8월 25일
  - 전국무쌍3 Z Special - 2012년 2월 16일
- 전국무쌍4 - 2014년 3월 20일
  - 전국무쌍4-Ⅱ - 2015년 2월 11일
  - 전국무쌍 4 Empires - 2015년 9월 3일

## 게임 캐릭터
- 전국무쌍
  - 사나다 유키무라(真田 幸村)(성우 - 김장)
  - 마에다 케이지(前田 慶次)(성우 - 최한)
  - 오다 노부나가(織田 信長)(성우 - 신성호)
  - 아케치 미쓰히데(明智 光秀)(성우 - 표영재)
  - 이시카와 고에몬(石川 五右衛門)(성우 - 이장원)
  - 우에스기 겐신(上杉 謙信)(성우 - 장광)
  - 오이치(お市)(성우 - 정혜옥)
  - 오쿠니(阿国)(성우 - 김지혜)
  - 쿠노 이치(くノ一)(성우 - 윤여진)
  - 사이카 마고이치(雑賀 孫市)(성우 - 송준석)
  - 다케다 신겐(武田 信玄)(성우 - 최석필)
  - 다테 마사무네(伊達 政宗)(성우 - 전광주)
  - 노히메(濃姫)(성우 - 배정미)
  - 핫토리 한조(服部 半蔵)(성우 - 시영준)
  - 모리 란마루(森 蘭丸)(성우 - 이명선)

- 전국무쌍 맹장전
  - 도요토미 히데요시(豊臣 秀吉)(성우 - 김광국)
  - 이마가와 요시모토(今川 義元)
  - 혼다 다다카츠(本多 忠勝)
  - 이나히메(稲姫)

- 전국무쌍2
  - 도쿠가와 이에야스(德川 家康)
  - 이시다 미쓰나리(石田 三成)
  - 아자이 나가마사(淺井 長政)
  - 시마 사콘(島 左近)
  - 시마즈 요시히로(島津 義弘)
  - 다치바나 긴치요(立花 誾千代)
  - 나오에 가네쓰구(直江 兼続)
  - 네네(ねね)
  - 후마 고타로(風魔 小太郎)
  - 미야모토 무사시(宮本 武蔵)

- 전국무쌍2 맹장전
  - 마에다 도시이에(前田 利家)
  - 조소카베 모토치카(長宗我部 元親)
  - 가라샤(ガラシャ)
  - 시바타 가쓰이에(柴田 勝家)
  - 사사키 고지로(佐々木 小次郎)

- 전국무쌍3
  - 가토 기요마사(加藤清正)
  - 구로다 간베에(黒田官兵衛)
  - 다치바나 무네시게(立花宗茂)
  - 가이히메(甲斐姫)
  - 호조 우지야스(北条氏康)
  - 다케나카 한베에(竹中半兵衛)
  - 모리 모토나리(毛利元就)

- 전국무쌍3Z
  - 후쿠시마 마사노리(福島正則)
  - 아야 고젠(綾御前)

- 전국무쌍4
  - 사나다 노부유키

## 평가
| 평론 점수 평론사 점수 PS2 엑스박스 에지 5/10 [ 3 ] N/A EGM 7/10 [ 4 ] N/A 유로게이머 N/A 7/10 [ 5 ] 패미츠 34/40 [ 6 ] N/A 게임 인포머 7.5/10 [ 7 ] 7.5/10 [ 8 ] 게임 레볼루션 C+ [ 9 ] N/A 게임프로 [ 10 ] N/A 게임스팟 7.3/10 [ 11 ] 7.3/10 [ 12 ] 게임스파이 [ 13 ] N/A 게임존 8.7/10 [ 14 ] 8.2/10 [ 15 ] IGN 8.5/10 [ 16 ] 7.4/10 [ 17 ] OPM (US) [ 18 ] N/A OXM (US) N/A 7.5/10 [ 19 ] 엑스플레이 N/A [ 20 ] Playboy 63% [ 21 ] N/A 통합 점수 게임랭킹스 73.36% [ 22 ] 71.38% [ 23 ] 메타크리틱 73/100 [ 24 ] 71/100 [ 25 ] |        |          |
| 평론 점수 |        |          |
| 평론사 | 점수   | 점수     |
| 평론사 | PS2    | 엑스박스 |
| 에지 | 5/10   | N/A      |
| EGM | 7/10   | N/A      |
| 유로게이머 | N/A    | 7/10     |
| 패미츠 | 34/40  | N/A      |
| 게임 인포머 | 7.5/10 | 7.5/10   |
| 게임 레볼루션 | C+     | N/A      |
| 게임프로 | [ 10 ] | N/A      |
| 게임스팟 | 7.3/10 | 7.3/10   |
| 게임스파이 | [ 13 ] | N/A      |
| 게임존 | 8.7/10 | 8.2/10   |
| IGN | 8.5/10 | 7.4/10   |
| OPM (US) | [ 18 ] | N/A      |
| OXM (US) | N/A    | 7.5/10   |
| 엑스플레이 | N/A    | [ 20 ]   |
| Playboy | 63%    | N/A      |
| 통합 점수 |        |          |
| 게임랭킹스 | 73.36% | 71.38%   |
| 메타크리틱 | 73/100 | 71/100   |

| Samurai Warriors: Xtreme Legends |         |
| --- | ------- |
| 통합 점수 통합사 점수 게임랭킹스 71.89% [ 26 ] 메타크리틱 72/100 [ 27 ] 평론 점수 평론사 점수 패미츠 34/40 [ 28 ] 게임 인포머 6.75/10 [ 29 ] 게임스팟 7.2/10 [ 30 ] 게임스파이 [ 31 ] 게임존 7.9/10 [ 32 ] IGN 7.5/10 [ 33 ] OPM (US) [ 34 ] |         |
| 통합 점수 |         |
| 통합사 | 점수    |
| 게임랭킹스 | 71.89%  |
| 메타크리틱 | 72/100  |
| 평론 점수 |         |
| 평론사 | 점수    |
| 패미츠 | 34/40   |
| 게임 인포머 | 6.75/10 |
| 게임스팟 | 7.2/10  |
| 게임스파이 | [ 31 ]  |
| 게임존 | 7.9/10  |
| IGN | 7.5/10  |
| OPM (US) | [ 34 ]  |

| Samurai Warriors: State of War |        |
| --- | ------ |
| 통합 점수 통합사 점수 게임랭킹스 65.27% [ 35 ] 메타크리틱 64/100 [ 36 ] 평론 점수 평론사 점수 유로게이머 6/10 [ 37 ] 게임 인포머 7/10 [ 38 ] 게임프로 [ 39 ] 게임스팟 6.5/10 [ 40 ] 게임스파이 [ 41 ] 게임스레이더+ [ 42 ] 게임존 6.9/10 [ 43 ] IGN 5.8/10 [ 44 ] OPM (US) [ 45 ] 엑스플레이 [ 46 ] |        |
| 통합 점수 |        |
| 통합사 | 점수   |
| 게임랭킹스 | 65.27% |
| 메타크리틱 | 64/100 |
| 평론 점수 |        |
| 평론사 | 점수   |
| 유로게이머 | 6/10   |
| 게임 인포머 | 7/10   |
| 게임프로 | [ 39 ] |
| 게임스팟 | 6.5/10 |
| 게임스파이 | [ 41 ] |
| 게임스레이더+ | [ 42 ] |
| 게임존 | 6.9/10 |
| IGN | 5.8/10 |
| OPM (US) | [ 45 ] |
| 엑스플레이 | [ 46 ] |

## 같이 보기
- 센고쿠 시대
- 무쌍 시리즈
- 진·삼국무쌍
- 전국 바사라
- Alice Nine - 일본에서는 쿄라쿠 산업(京楽産業.)"파칭코 전국무쌍"의 삽입곡으로 〈閃光〉〈Le Grand Bleu〉의 2곡이 사용되고있다.[47]